# Piriform
Piriform（梨形之意）是2004年在英國建立的一家軟體公司，專長於Windows系統維護軟体的開發。2017年7月，被捷克的資安軟體廠商Avast併購，成為Avast旗下公司。

## 軟體
- CCleaner──檔案清理軟體（網站（页面存档备份，存于））
- Recuva──檔案修復軟體（網站（页面存档备份，存于））
- Defraggler──磁碟重組軟體（網站（页面存档备份，存于））
- Speccy──系統硬件資訊偵測軟體（網站）

## 外部連結
- Piriform網站（页面存档备份，存于）